# Phạm Ngọc Lan (nhà quay phim)
Pham Ngọc Lan là nhà quay phim điện ảnh người Việt Nam. Ông từng giành giải Quay phim xuất sắc tại Liên hoan phim Việt Nam lần thứ 7.

## Đời tư
Phạm Ngọc Lan có hai con trai đã định cư tại Đức, một người là Phạm Mạnh Cường kỹ sư âm thanh lĩnh vực điện ảnh. Mạnh Cường có hai người con gái, Phạm Hồng Giang theo lĩnh vực điện ảnh và Phạm Thùy Trang theo lĩnh vực âm nhạc.

## Tác phẩm
| Năm  | Tựa đề                  | Hình thức            | Đạo diễn                  | Chú thích |
| ---- | ----------------------- | -------------------- | ------------------------- | --------- |
| 1973 | Người về đồng cói       |                      | Bạch Diệp                 |           |
| 1974 | Tấm lòng hậu phương     | Phim tài liệu        | Vũ Phạm Từ                |           |
| 1979 | Mẹ vắng nhà             | Phim truyện điện ảnh | Nguyễn Khánh Dư           |           |
| 1984 | Đàn chim trở về         | Phim truyện điện ảnh | Anh Thái, Nguyễn Khánh Dư |           |
| 1985 | Khi vắng bà             | Phim truyện điện ảnh | Anh Thái                  |           |
| 1987 | Ngọn đèn trong mơ       | Phim truyện điện ảnh | Đỗ Minh Tuấn              | [ 4 ]     |
| 1989 | Người đàn bà nghịch cát | Phim truyện điện ảnh | Đỗ Minh Tuấn              |           |
| 1990 | Anh chỉ có mình em      | Phim truyện điện ảnh | Đới Xuân Việt             |           |
| 1991 | Ở nơi đẻ đất đẻ nước    | Phim tài liệu        | Hải Ninh                  |           |

## Giải thưởng
| Năm  | Sự kiện                           | Đề cử              | Nhận giải     | Kết quả   | Chú thích |
| ---- | --------------------------------- | ------------------ | ------------- | --------- | --------- |
| 1985 | Liên hoan phim Việt Nam lần thứ 7 | Quay phim xuất sắc | Phạm Ngọc Lan | Đoạt giải | [ 5 ]     |